# Protisvit

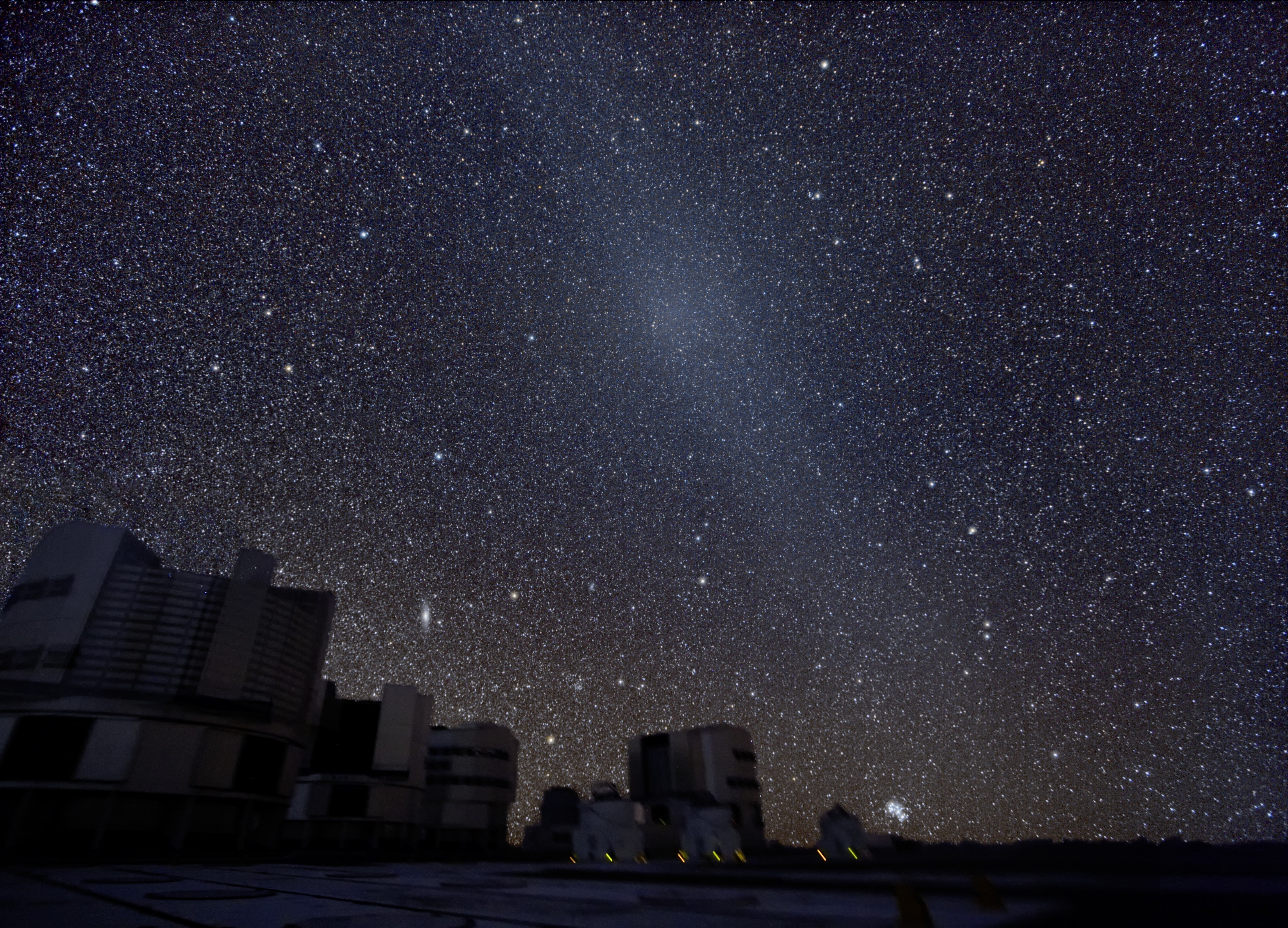
Protisvit, na tomto obrázku jako úhlopříčné zjasnění z levého horního rohu k pravému dolním rohu

Protisvit je slabá záře na nočním nebi v okolí bodu naproti poloze Slunce. Jde vlastně o zesílení zvířetníkového světla.

## Příčina
Podobně jako zvířetníkové světlo vzniká protisvit kvůli rozptylu slunečního světla na částicích meziplanetárního prachu, ten se nejvíce nachází kolem ekliptiky a nejvyšší koncentrace prachu je kolem libračního bodu L2 soustavy Země-Slunce, který se nachází na vnější straně prodloužené spojnice Slunce-Země, tedy při pozorování ze Země naproti Slunci.

## Historie
První, kdo popsal tento jev, byl francouzský astronom a profesor Esprit Pezenas v roce 1730.
Protisvit rovněž pozoroval Alexander von Humboldt během své cesty do Jižní Ameriky v letech 1799-1803. Humboldt dal tomuto jevu dnes v mnoha jazycích používaný název Gegenschein..
V dnešní době je protisvit kvůli světelnému znečištění na většině obývaných míst neviditelný, lze jej spatřit prakticky pouze při stupni světelného znečistění B1.